# Роющая лопатница
Роющая лопатница (лат. Cyclorana alboguttata) — вид австралийских лягушек семейства квакш (Hylidae).

## Описание
Длина до 65 мм. Кожа коричневая, оливково-зелёная с чёрными пятнами. Бледно-жёлтые или жёлто-зелёные в нижней части спины. Чёрная полоса от кончика морды переходит через глаза и уши и спускается по бокам. Задние стороны бёдер тёмные, почти чёрные, а грудь и шея белые с коричневыми пятнами. На коже спины полно бородавок и хребтов. Кожа живота гранулированная, в то время как шея и грудь гладкие. Ноги наполовину перепончатые. Уши видны.

## Образ жизни
Роющие лопатницы живут на самых засушливых районах Австралии, где дождя не бывает иногда по много лет. В конце сезона дождей лягушки зарываются в почву, образуя вокруг себя полость, заполненную водой. В период сна лягушки впадают в состояние, которое не встречается больше ни у кого: их митохондрии соединяются друг с другом и начинают работать более эффективно, производя большее количество энергии на единицу поступивших питательных веществ. Когда лягушка просыпается и выходит из этого состояния, её организм наполняется активными формами кислорода, которые могут привести к окислительному стрессу. Роющие лопатницы редко выходят из спячки, а, будучи холоднокровными, нуждаются в меньших энергозатратах. В сезон дождей активны днём и ночью. Размножаются во временных водоёмах. Головастики развиваются быстро.